# 沃邦 (索恩-卢瓦尔省)
沃邦（法語：Vauban，法語發音：[vobɑ̃]）是法国索恩-卢瓦尔省的一个市镇，属于沙罗勒区。

## 地理
沃邦（46°15'39"N, 4°13'25"E）面积13.63 平方千米，位于法国勃艮第-弗朗什-孔泰大區索恩-卢瓦尔省，该省份为法国中部省份，北起顺时针与科多尔省、汝拉省、安省、罗讷省、卢瓦尔省、阿列省和涅夫勒省接壤。
与沃邦接壤的市镇（或旧市镇、城区）包括：布里奥奈地区圣洛朗、布里奥奈地区利尼、布里奥奈地区圣克里斯托夫、圣莫里斯-莱沙托讷夫、瓦雷耶。

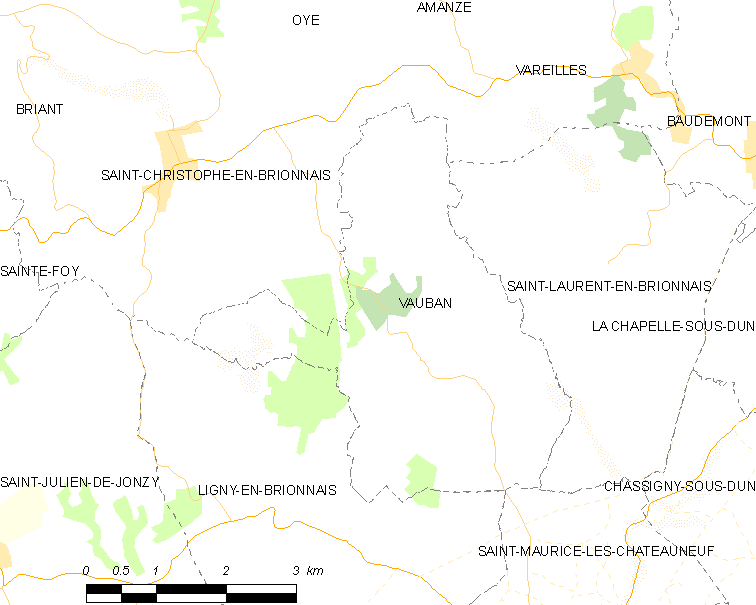
的OSM定位图

沃邦的时区为UTC+01:00、UTC+02:00（夏令时）。

## 行政
沃邦的邮政编码为71800，INSEE市镇编码为71561。

## 政治
沃邦所属的省级选区为绍法耶县。

## 人口

1962-2008年间人口变化图示

沃邦于2022年1月1日时的人口数量为236人。